# Sunland Park
Sunland Park es una ciudad ubicada en el condado de Doña Ana en el estado estadounidense de Nuevo México. En el Censo de 2010 tenía una población de 14106 habitantes y una densidad poblacional de 468,22 personas por km². Forma una conurbación con El Paso en el Estado vecino de Texas y se ubica junto a la Frontera entre Estados Unidos y México, que la separa de Ciudad Juárez, Chihuahua, México. Su nombre proviene de una hipódromo ubicado en el lugar, y con anterioridad recibió el nombre de Anapra, Nuevo México y en el cual se encuentra el parque de diversiones Western Playland, también se encuentra el centro comercial con el mismo nombre del pueblo.

## Geografía
Sunland Park se encuentra ubicada en las coordenadas 31°47′59″N 106°34′44″O / 31.79972, -106.57889. Según la Oficina del Censo de los Estados Unidos, Sunland Park tiene una superficie total de 30.13 km², de la cual 29.52 km² corresponden a tierra firme y (2.02%) 0.61 km² es agua.

## Demografía
Según el censo de 2010, había 14106 personas residiendo en Sunland Park. La densidad de población era de 468,22 hab./km². De los 14106 habitantes, Sunland Park estaba compuesto por el 74.34% blancos, el 0.61% eran afroamericanos, el 0.52% eran amerindios, el 0.16% eran asiáticos, el 0.06% eran isleños del Pacífico, el 22.38% eran de otras razas y el 1.93% pertenecían a dos o más razas. Del total de la población el 95.24% eran hispanos o latinos de cualquier raza.

## Educación
El Distrito Escolar Independiente de Gadsden gestiona escuelas públicas.